# Cratere Sigrid
Sigrid  è un cratere sulla superficie di Venere.